# Brian Davison
Brian Davison (* 25. Mai 1942 in Leicester; † 15. April 2008 in Horns Cross bei Bideford, Devon) war ein britischer Schlagzeuger. Bekannt wurde er vor allem durch sein Engagement in der Progressive-Rock-Gruppe The Nice.

## Biografie
Brian Davison wurde 1942 als zweites Kind von Bella und Jack Davison geboren. Über seinen Onkel George Davison, einen Jazz-Schlagzeuger, wurde ihm das Schlagzeugspielen näher gebracht. Sein älterer Bruder Terry brachte ihm das Spielen bei. Davison spielte daraufhin in verschiedenen Skiffle-Gruppen. Nachdem er die Schule beendet hatte, wurde er zunächst Ausfahrer für den London Evening Standard, spielte aber weiterhin in seiner Freizeit Schlagzeug.
1962 schloss sich Davison den Mark Leeman Five an, die von Ken Pitt gemanagt wurden. Dort erarbeitete er sich seinen Spitznamen „Blinky“. Nach einer Single-Veröffentlichung 1965 verstarb der Sänger Mark Leeman bei einem Autounfall. Trotzdem versuchte die Band mit dem neuen Sänger Roger Peacock weiterzumachen, doch schon nach einem Jahr löste sich die Gruppe endgültig auf.

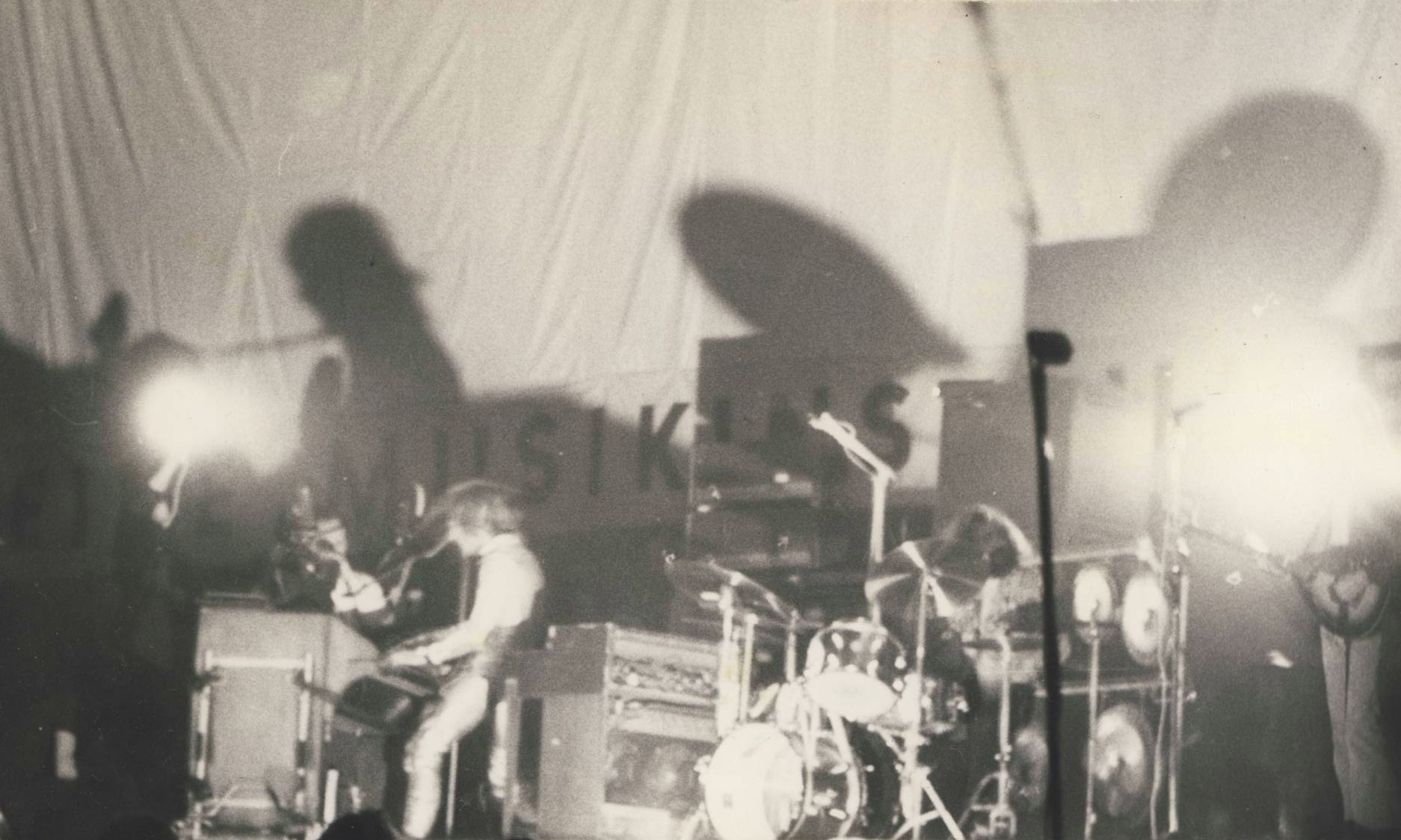
The Nice, Das vorletzte Konzert in der Ernst-Merck-Halle in Hamburg, Ostern 1970

Danach spielte Davison in den Bands The Habits, Mike Cotton Sound und The Attack. Nachdem David O’List die Soul-Gruppe The Attack verlassen hatte, um mit Keith Emerson und Lee Jackson The Nice zu gründen, schloss sich auch Davison der neu gegründeten Gruppe an. Nach fünf Alben löste sich die Band schließlich 1970 auf. Davison gründete daraufhin Every Which Way mit Sänger Graham Bell. Nach dem eher erfolglosen, selbstbetitelten Debütalbum löste sich die Band wieder auf. Gründe dafür waren in Differenzen mit der Plattenfirma und daraus resultierenden internen Streitigkeiten zu finden.
Zusammen mit seinem alten Weggefährten Lee Jackson und Patrick Moraz gründete er 1973 dann Refugee. Ihr einziges Album erschien 1974, danach wanderte Moraz zu Yes ab. Die Band löste sich auf, und Davison schloss sich relativ kurz Gong an. Nachdem er ernsthafte Alkoholprobleme bekommen hatte und seine Ehe gescheitert war, zog er sich aus dem Musikgeschäft zurück. 
In den 1980er Jahren zog er mit seiner neuen Lebensgefährtin Teri West von London nach Devon, wo er Schlagzeug und Perkussion an einem College in Bideford unterrichtete. Seine Alkoholkrankheit bekam er endgültig in den Griff, als er sich 1988 den Anonymen Alkoholikern anschloss.
2002 beteiligte er sich an einer kurzzeitigen Reunion von The Nice. Am 15. April 2008 verstarb der Schlagzeuger an einem Hirntumor.